# Jan Joost van Gangelen
Jan Joost van Gangelen (Hilversum, 23 juli 1974) is een Nederlands televisiepresentator, verslaggever en sportjournalist.

## Levensloop
Van Gangelen begon in 1997 als sportjournalist bij de NOS. Op 1 juli 2001 debuteerde hij op de televisie. Enkele jaren later, in 2005, vertrok hij samen met collega Humberto Tan naar de nieuwe zender Talpa, later Tien geheten. Hier presenteerde hij met twee anderen het voetbalprogramma De Wedstrijden. Na het ter ziele gaan van de televisiezender was Van Gangelen samen met Tan en Wilfred Genee werkzaam voor de commerciële zender groep RTL Nederland. In de zomer van 2008 presenteerde hij voor de VPRO op Nederland 3 De Olympische Sportquiz. Ook was hij enkele malen te gast in praatprogramma's, zoals Voetbal International en NOS Studio Voetbal.
Sinds de oprichting in 2008 is Van Gangelen betrokken bij ESPN en diens voorgangers Eredivisie Live en FOX Sports. Hier werd hij een van de vaste gezichten van de zender. Zo presenteert hij verschillende programma's, zoals De Eretribune en Teamgenoten, en doet hij verslag van wedstrijden in de Eredivisie en UEFA Europa League. Naast zijn werkzaamheden voor de sportzender verzorgde Van Gangelen ook de presentatie rondom wedstrijden van het Nederlands voetbalelftal en de UEFA Champions League voor SBS6 en Veronica, samen met Toine van Peperstraten.
In januari 2019 begon Van Gangelen met de presentatie van het radioprogramma Veronica Inside op vrijdagen, de andere werkdagen nam Genee de presentatie op zich. In het najaar van 2020 ontving het programma de Gouden RadioRing en verhuisde het van de middagspits naar de ochtendspits.
Van Gangelen nam in 2019 deel aan het vierde seizoen van het SBS6-programma It Takes 2.
In 2023 deed Van Gangelen mee aan het vijfde seizoen van het RTL 4-programma The Masked Singer. In 2024 deed hij bij diezelfde zender mee aan de televisieprogramma’s Beat the Champions VIPS, Wat een dag! en Oh, wat een jaar!. Ook deed Van Gangelen in 2024 mee aan het SBS6-programma 30 Seconds. In 2025 deed Van Gangelen op diezelfde zender mee aan het programma De kwis met ballen VIPS.

## Privé
Van Gangelen is een zoon van de in 2004 overleden sportjournalist Dick van Gangelen. Van Gangelen heeft samen met zijn vriendin een zoon en een dochter.